# Прібік Йосип В'ячеславович
Йо́сип В'ячесла́вович Прі́бік (чеськ. Josef Přibík; 25 (13) квітня 1853, за ін. даними 11.03.1855, маєток Свята Гора, Гейлітберг, передмістя Пржибрама, Чехословаччина — 20 жовтня 1937, Одеса) — український оперний диригент, композитор і педагог чеського походження. Народний артист УРСР (1934) (за ін. даними — 1931).

## Життєпис
1875 закінчив Празьку фортепіанну академію.
Від 1878 працював у Російській імперії: оперний диригент у Смоленську, Харкові (1880—1882, 1889), Львові (1882), Києві (1883—1885, 1889—1892), Москві, Тбілісі та ін.
1894—1937 — головний диригент Одеського оперного театру та викладач Одеської консерваторії (професор — з 1919).
Для постановок спектаклів у 1926 році в 72-річному віці Прібік оволодів українською мовою.

## Твори
Як композитор — автор восьми одноактних опер за оповіданнями А. П. Чехова серед яких «Нерви», «Забув», «Освідчення», «У пітьмі», «Невдача», автор кантати на честь О. С. Пушкіна, симфонії «Червоний Жовтень», музичних картин для оркестру «Свято на селі» і «Десять пісень народів СРСР», вокальних творів, музично-теоретичних праць.

## Особисте життя
Дружина Йосипа Прібіка — оперна співачка Міланова Надія Миколаївна (1864—1942 або 1943).